# Санкт Петер (Хохшварцвалд)
Санкт Петер (њем. St. Peter) општина је у њемачкој савезној држави Баден-Виртемберг. Једно је од 50 општинских средишта округа Брајсгау-Хохшварцвалд. Према процјени из 2010. у општини је живјело 2.541 становника. Посједује регионалну шифру (AGS) 8315095.

## Географски и демографски подаци
Санкт Петер се налази у савезној држави Баден-Виртемберг у округу Брајсгау-Хохшварцвалд. Општина се налази на надморској висини од 716 метара. Површина општине износи 35,9 km². У самом мјесту је, према процјени из 2010. године, живјело 2.541 становника. Просјечна густина становништва износи 71 становника/km².

## Међународна сарадња
| Мјесто | Држава    | Врста сарадње | Од    |
| ------ | --------- | ------------- | ----- |
|        | Француска | контакт       | 1965. |
| Извор  |           |               |       |